# De Gooijer (Wolvega)
De Gooijer werd gebouwd in 1775. De molen is van het type grondzeiler en heeft als functie poldermolen. De molen staat bij Wolvega aan het riviertje de Linde.
Oorspronkelijk stond de molen bij Blesdijke. Na ongeveer zestig jaar werd de molen ca. 1835 voor de eerste keer verplaatst naar Noordwolde, waar de molen ongeveer tachtig jaar dienst deed als korenmolen. In 1917 werd de molen voor de tweede keer verplaatst. De molen was voor de restauratie in 1991 bekend als De Wâlden, en is hernoemd naar de laatste beroepsmolenaar (Geert Gooijer) op de molen. Eigenaar is de vereniging It Fryske Gea.

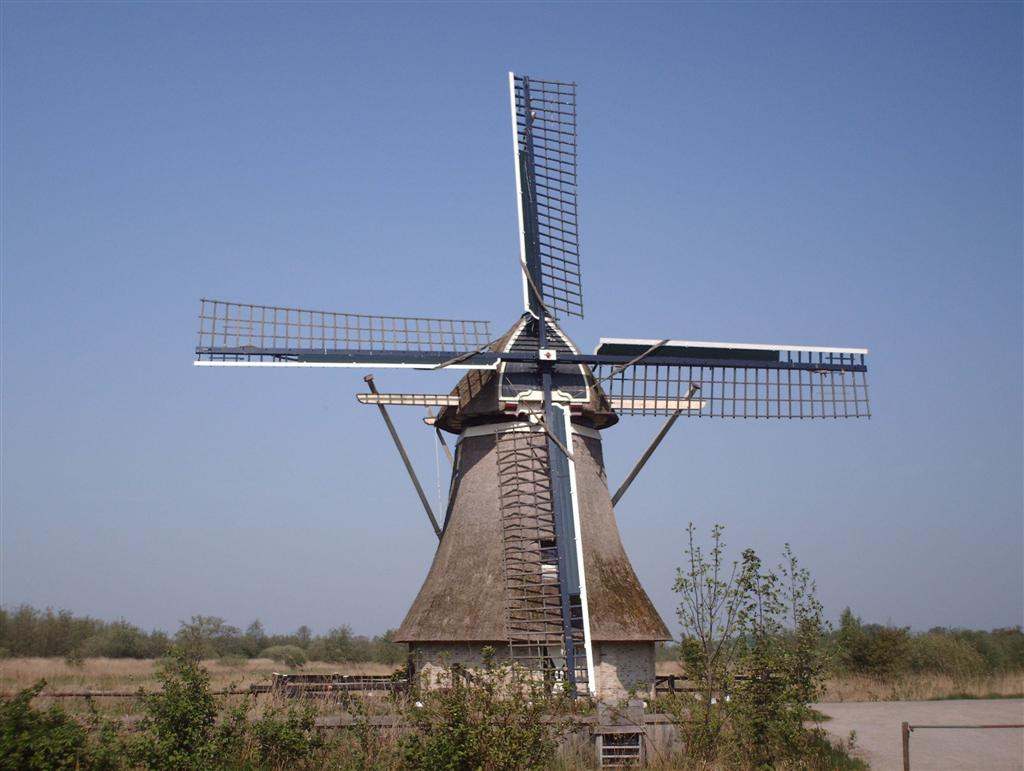